# Ludwig Renn
Pour les articles homonymes, voir Renn.

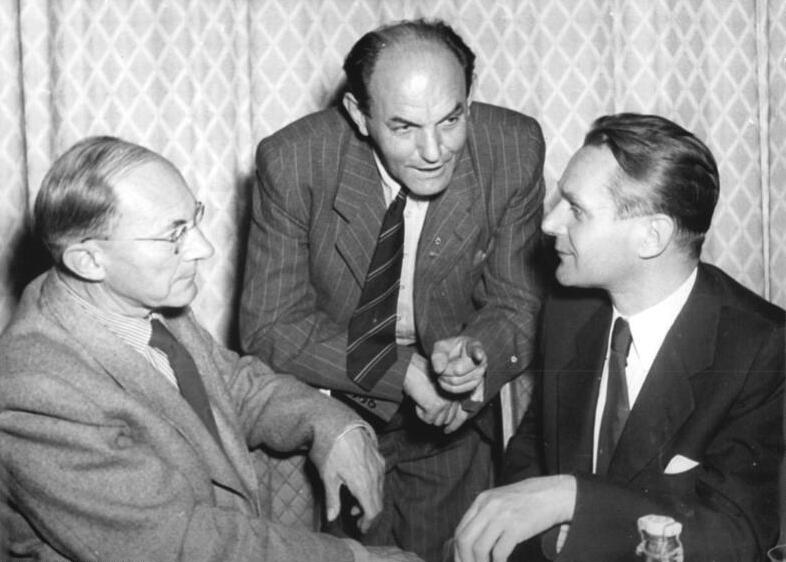
Ludwig Renn (à gauche) lors de la cérémonie de clôture d'un congrès des écrivains communistes (Berlin, Hôtel Johannishof, 1954).

Ludwig Renn (né Arnold Vieth von Golßenau à Dresde le 22 avril 1889 et mort à Berlin le 21 juillet 1979) est un écrivain allemand. Il a été officier pendant la Première Guerre mondiale, puis il a milité au Parti communiste allemand (KPD). Son roman de guerre Krieg (1928) a connu un grand succès. Après l'arrivée au pouvoir des nazis, il a quitté l'Allemagne pour l'Espagne. Il a été officier supérieur des Brigades internationales pendant la guerre d'Espagne, puis il a vécu au Mexique. De retour en RDA après la guerre, il a été un écrivain et un communiste orthodoxe et a reçu de nombreux prix et nominations.

## Jeunesse, soldat puis écrivain
Ludwig Renn est né dans une famille de la noblesse saxonne, issue de la ville de Golßen (Basse-Lusace, land de Brandebourg). Son père, Johann Carl Vieth von Golßenau (1856-1938), était professeur de mathématiques et précepteur à la cour du roi de Saxe Frédéric-Auguste III, à Dresde.
Dans son livre Meine Kindheit und Jugend (Mon enfance et ma jeunesse), publié en 1975, Renn assure que dans son enfance il était le rejeton dégénéré d’une fin de race noble, un enfant renfermé à qui le moindre effort intellectuel ou sportif était impossible. Cependant à l’adolescence son père lui attache un précepteur, qui réussit à le transformer en élève brillant. L’ambiance familiale est pesante : père autoritaire, mère malheureuse en ménage. Seuls moments d’illumination dans la vie triste du garçon : 2 voyages de vacances, en Suisse et en Italie. Bien que doué pour les arts, il entre à l’École militaire : son père ne veut pas qu’il soit artiste.
En 1910 Vieth est officier du « Régiment Royal Saxon n° 100 », où sert aussi son ami le plus cher, le prince héritier du royaume de Saxe, Georg-Friedrich, qui, après la guerre et la chute de la monarchie, renonce à ses droits et prérogatives pour entrer dans les Ordres.
Pendant la Première Guerre mondiale, Arnold Vieth von Golßenau commande un bataillon sur le front occidental, mérite plusieurs distinctions. Après la guerre, il est capitaine dans la Sicherheitspolizei (Sipo, police de la République de Weimar) à Dresde. En 1920, pendant le putsch de Kapp, il refuse de faire tirer sur les ouvriers en grève. Il démissionne de l'armée peu de temps après.

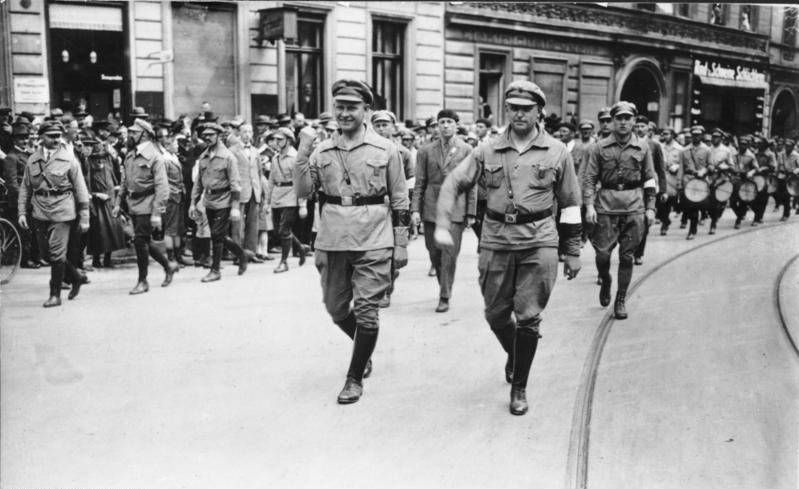
Ernst Thalmann (à gauche) et Willy Leow défilant à la tête des adhérents du RFB (Roter Frontkämpferbund, milice du Parti communiste allemand), à Berlin en juin 1927.

De 1920 à 1923, Vieth étudie le droit, l'économie, l'histoire de l'art et le russe à Göttingen et à Munich.
En 1923, pendant l'inflation, il est marchand d'art à Dresde.
En 1925 et 1926 il voyage (souvent à pied) en Europe du Sud et en Afrique du Nord. En 1927, alors qu'il termine à Vienne ses études d'archéologie et d'histoire de l'Asie, il assiste aux sanglantes émeutes de juillet 1927 à Vienne. La même année, il retourne en Allemagne, et fait une conférence sur l'histoire de la Chine dans une réunion de travailleurs.
En 1928, Vieth publie son premier livre, Krieg (« Guerre ») : ce récit romancé, sobre, réaliste et anti-guerre obtient un grand succès (voir infra le chapitre 6).

## Début d'une2evie

### Allemagne
Attaqué par la droite, Vieth rompt avec sa caste, étudie Marx, Lénine et John Reed, s’inscrit en 1928 au Parti communiste allemand (KPD) et s’engage dans la milice du PKD, le Rote Frontkämpferbund (Front Rouge).
Il adhère au BPRS (Bund Proletarisch-Revolutionärer Schriftsteller Deutschlands : association des écrivains prolétariens révolutionnaires).
Renn écrit aussi (avec Johannes Robert Becher) dans les journaux communistes Die Linkskurve (« Le virage à gauche ») et Aufbruch. Membre de l’ Aufbruchkreis (le « Cercle Aufbruch », constitué par 10 officiers allemands), Renn aide des officiers engagés dans le parti nazi à le quitter pour le parti communiste : ainsi le lieutenant Richard Scheringer (mars 1931).
Renn publie encore deux livres : Nachkrieg (« Après-guerre », paru en 1930) et Russlandfahrten (« Voyages en Russie », paru en 1932). Leur succès fait de Renn le plus important auteur communiste allemand de l'entre-deux guerres.
En 1930 il a adopté le nom de Ludwig Renn (nom du héros de son livre  Krieg)
En 1931-32 Renn fait plusieurs conférences à l'École marxiste des Travailleurs (« Marxistischen Arbeiterschule », ou « MASCH ») ; il est alors arrêté et placé en « détention préventive » (Schutzhaft) pour « haute trahison littéraire » (literarischen Hochverrats). Il est libéré en janvier 1933.
En mars 1933, après l'incendie du Reichstag (28 février 1933), Rudolf Diels, un des chefs de la Gestapo et Regierungsrat, en application du « décret du 28 février pour la protection du Peuple et de l’État » pris par Hindenbourg, président de la République allemande, fait emprisonner Renn ainsi que 2 autres intellectuels communistes : Carl von Ossietzky, et Ernst Torgler (le chef du groupe parlementaire communiste au Reichstag, qui s'est rendu à la police dès qu'il a su qu'il était recherché).
En janvier 1934, Renn est condamné à 30 mois de prison.

### Espagne

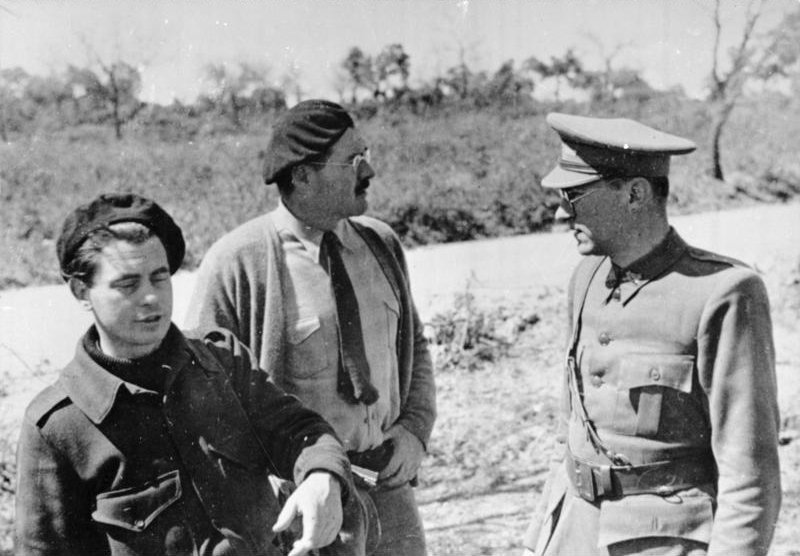
Fin 1936, guerre d'Espagne : Ludwig Renn (en uniforme) avec Ernest Hemingway et Joris Ivens, qui prépare son film de propagande Terre d'Espagne.

À sa sortie de la prison de Bautzen, Renn passe en Suisse, puis s'exile en Espagne (août 1935), où il prend le nom d'« Antonio Poveda ». En 1936, quand débute la guerre civile espagnole, Renn fait partie du comité d'accueil des volontaires venus lutter avec les Républicains en Espagne, et il participe à la formation du Bataillon Thälmann qui, avec les bataillons « Edgar André », « Garibaldi », joue un grand rôle dans la défense de Madrid (secteurs de la Cité Universitaire et de la Casa de Campo, en novembre 1936), et empêche que les franquistes n’envahissent la capitale.
Renn est nommé à la tête du bataillon Thälmann. En février 1937 il participe à la féroce et sanglante bataille du Jarama, pendant laquelle les républicains empêchent les franquistes de couper Madrid de Valence et Barcelone.
Pendant la bataille de Guadalajara (mars 1937), la XIe BI est envoyée en urgence pour contrer l’avancée italienne au nord-ouest de Madrid ; les brigadistes sont tout d’abord débordés par les tanks italiens, mais Renn les reprend en main et raffermit le front, les Italiens (puis les fascistes allemands et espagnols) sont stoppés.
Renn est ensuite appelé (en décembre 1936) à diriger l’état-major de la XI° Brigade internationale, puis (en juin 1937) à faire partie de l’état-major de la « 35.ª División del Ejército Popular de la República », crée en mars 1937 et qui englobe les Brigades XII, XIV et 69, commandées sur le terrain par le « général Walter » (Karol Świerczewski).

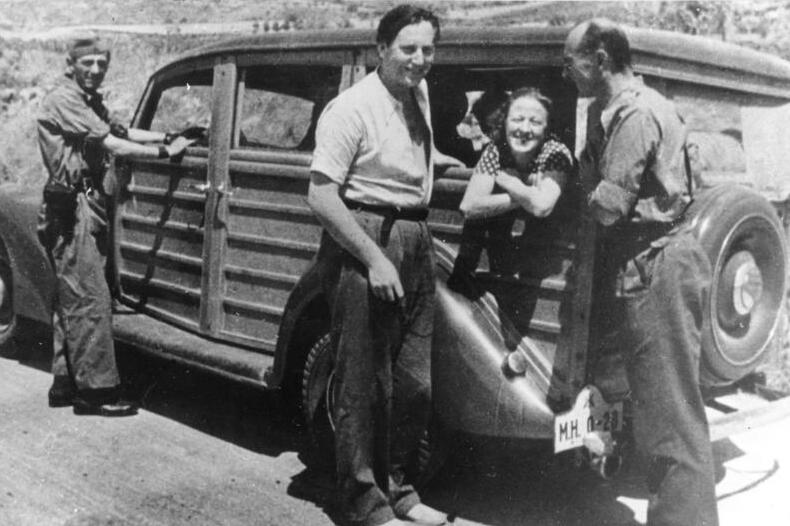
Guerre d'Espagne, 1937, un groupe d'amis communistes heureux. À l'arrière de la station-wagon, Ludwig Renn (à droite) avec 2 norvégiens : la journaliste Gerda Grepp et Nordahl Grieg. Gerda Grepp décèdera en 1940, Grieg en 1943.

Il noue amitié avec les aventuriers-activistes-journalistes norvégiens Gerda Grepp (qui faisait office d'interprête auprès des brigadistes norvégiens du bataillon Thälmann) et Nordahl Grieg, et effectue avec eux quelques excursions et voyages d'inspection.
Placé aux postes les plus élevés de l'armée républicaine, Renn est choisi pour effectuer un voyage de propagande et de collecte d'aides aux États-Unis, Canada et Cuba.
Mais à la mi-1937, le déclin des forces républicaines a commencé : l’offensive de Ségovie est un échec, les batailles de Brunete, Belchite, Teruel sont indécises, et la 35e Division (Renn quitte sa direction en mai 1938) ne peut que mener des combats d’arrière-garde en Aragon, sur l’Ebre et finalement en Catalogne.
Après avoir été brièvement directeur de l'école d'officiers de Cambrils (en catalogne, ou peut-être en Catalogne), Renn traverse la frontière franco-espagnole (toute?) lors de la retirada finale, et au printemps 1939 est interné à Vernet d'Ariège (camp d'internement).
En 1955, Renn écrira dans son livre Der spanische Krieg : « Nous les Allemands sommes connus comme ceux qui voulaient libérer les nations, alors que chez nous le fascisme régnait, et que nous ne l’avions pas assez combattu. C’est cela qui aurait dû être notre premier devoir ».

## Mexique, puis RDA

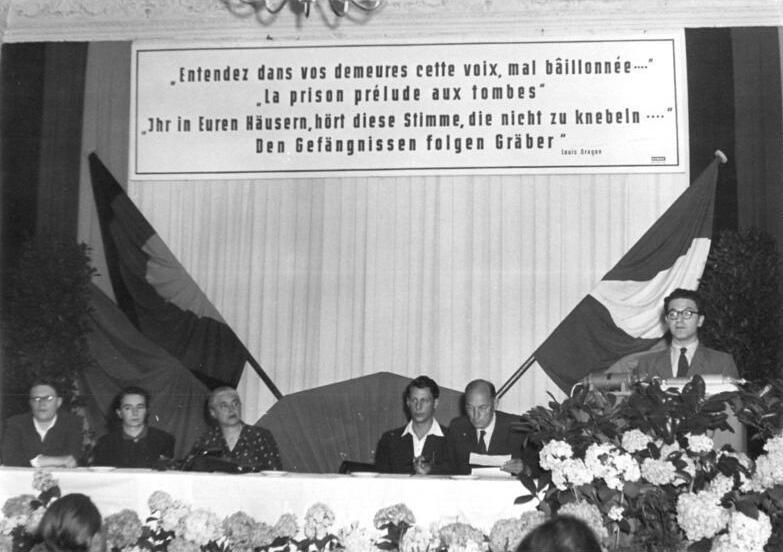
Berlin-Est, 19 juin 1952 : congrès en l'honneur de l'écrivain français André Stil, prix Staline de littérature. Assis, de D. à G. : Ludwig Renn, Stephan Hermlin, Anna Seghers, Mme Stern, Kuba. Debout : Henryk Keisch, écrivain francophile, secrétaire-général de l'association d'écrivains PEN.

Libéré du camp du Vernet grâce à l'intervention d'intellectuels français, Renn quitte l'Espagne, passe en Angleterre puis s'établit au Mexique. Anna Seghers, présidente du club anti-nazi Heinrich Heine fonde avec Renn et Bodo Uhse (en) le mouvement Freies Deutschland  (« Allemagne libre ») et le journal du même nom. Renn est actif aussi dans la promotion de la langue internationale : l'espéranto, qu'il parle couramment . Il donne aussi des conférences à l'Université de Morelia.
Renn revient en Allemagne de l'Est en 1947 avec son compagnon, un allemand natif de Dresde, Max Hunger (1901-1973). Un ami les rejoindra en 1949 : Hans Pierschel (1922-1994), et ils vivront ensemble à Berlin-Kaulsdorf. Après le Mexique (pays qui, comme le Guatemala, avait décriminalisé l’homosexualité en 1871) Renn et ses amis vivent cependant sous la pression du Paragraphe 175 du Code Pénal Allemand.

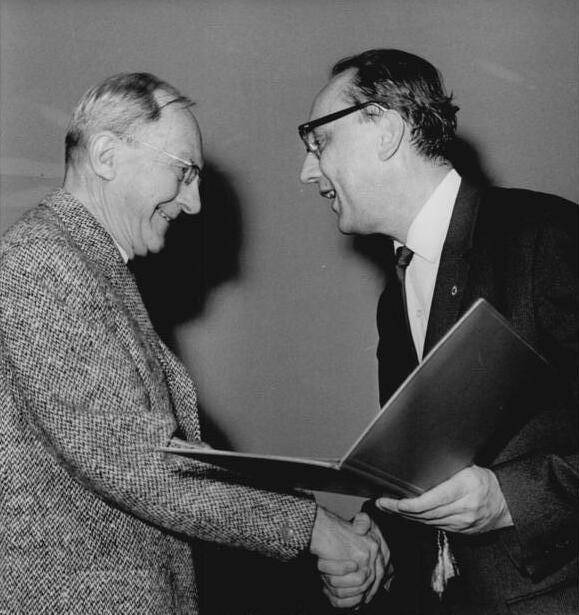
Berlin-Est, 1er novembre 1968 : lors de la fondation de l'Association des écrivains prolétariens révolutionnaires, Ludwig Renn reçoit (des mains du secrétaire général à la Culture Gerhard Henninger) une distinction pour son œuvre. Pense-t-il que 38 ans auparavant, il adhérait déjà à une association identique appelée BPRS ? (voir début du chapitre II, 1).

Par ailleurs communiste orthodoxe et suivant à la lettre la ligne du Parti, Renn est un homme d'appareil : il est membre de la SED, travaille comme professeur d'anthropologie à l'Université technique de Dresde puis à l'Université Humboldt de Berlin-Est, est membre du conseil populaire de la SBZ.
Mais de 1950 à 1953, il est compromis (comme de nombreuses personnalités du SED) dans l'affaire Noel Field.
À partir de 1952 il est pigiste, publie des ouvrages sur l'histoire militaire, des traités politiques, des récits de voyages, des biographies et des livres pour enfants (comme Trina, histoire d'un petit indien, Nobi...) .
Renn meurt en 1979, à l'âge de 90 ans. Il partage sa tombe avec ses amis Hunger et Pierschel au cimetière central de Friedrichsfelde à Berlin.
Il n’a pas fait ré-éditer en RDA son ouvrage Vor großen Wandlungen (« Face à des changements majeurs »), sorti en 1936 en Suisse, qui traitait de l’homosexualité.

## Reconnaissance
Renn a reçu de nombreux prix littéraires à l'échelle nationale. Outre le Prix du Livre pour Enfants du ministère de la Culture de la RDA, il a reçu deux fois le Prix national de la République démocratique allemande. De 1969 à 1975, il a été président d'honneur de l'Académie des Arts.

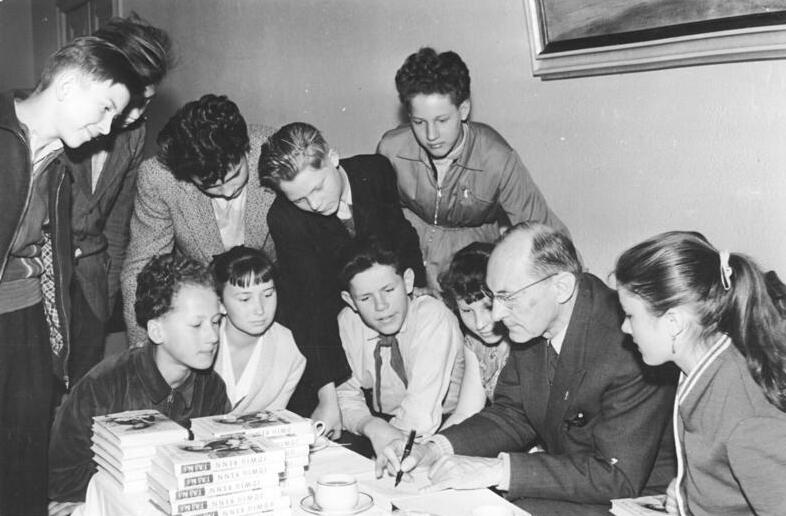
Avril 1959, Académie des Arts, Berlin-Est : Ludwig Renn dédicace son livre pour enfants Trini à des membres d'un mouvement de jeunesse.

Une rue Ludwig Renn existe à Berlin-Marzahn, ainsi que dans sa ville natale de Dresde. À Berlin, Leipziger Strasse, une bibliothèque pour enfants porte son nom - ainsi qu'une école primaire à Potsdam.

## Œuvres
- Krieg (« Guerre ») 1928.
- Russlandfahrten (« Voyages en Russie ») 1932
- Vor großen Wandlungen (« Face à des changements majeurs ») 1936
- Adel im Untergang (« Noblesse en déclin ») 1944
- Morelia. Eine Universitätsstadt in Mexiko 1950
- Vom alten und neuen Rumänien 1952
- Trini. Die Geschichte eines Indianerjungen (livre pour enfants, 1954)
- Der spanische Krieg 1956

- Der Neger Nobi 1955
- Herniu und der blinde Asni 1956
- Krieg ohne Schlacht 1957
- Meine Kindheit und Jugend 1957
- Herniu und Armin 1958

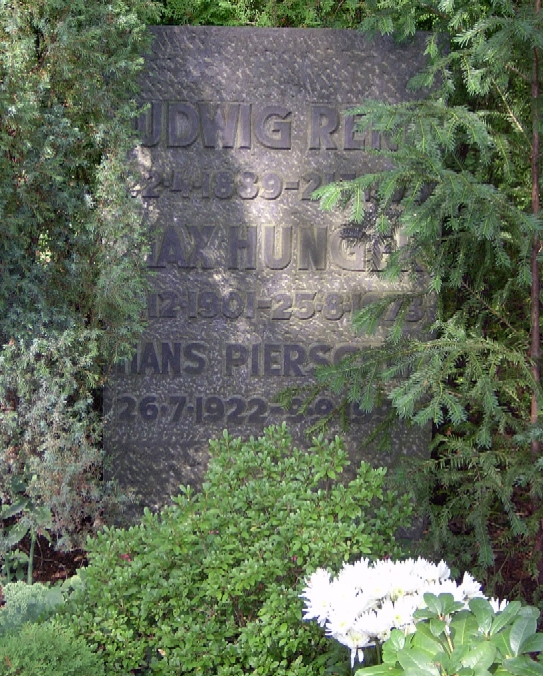
Tombe de Ludwig Renn et de ses amis Max Hunger et Hans Pierschel au cimetière « Zentralfriedhof Friedrichsfelde » de Berlin.

- Auf den Trümmern des Kaiserreiches (« Sur les ruines de l’empire ») 1961
- Camilo 1963
- Inflation 1963
- Zu Fuss zum Orient (« Marche vers l'Orient ») 1966
- Ausweg 1967
- Krieger, Landsknecht und Soldat (livre pour enfants, 1976)
- Anstöße in meinem Leben (« Impulsions dans ma vie ») 1980 (posthume)

Trini et Nobi ont été traduits en tchèque par Ludvík Kundera en 1957.

## Le romanKrieg, un grand succès en Allemagne
Renn a écrit son roman en utilisant les notes qu'il avait prises pendant la guerre. Ce n'est qu'après la publication de son texte par la Frankfurter Zeitung en 34 feuilletons que Renn a pu trouver un éditeur, en 1928. Le succès de ce livre à tendance anti-militariste a été énorme, semblable à celui de Im Westen nichts Neues (« À l'Ouest, rien de nouveau ») de Erich Maria Remarque : tirage à 100 000 exemplaires en 1929, et à 155 000 en 1933.
En 1933 le roman Krieg (comme le roman Heeresbericht, « Citation militaire », de Edlef Köppen), n'a pas figuré sur les listes de livres bannis ou à brûler dressées par les nazis.
Renn a décrit la guerre vue par le « Vizefeldwebel Ludwig Renn », un humble sous-officier du « Régiment de grenadiers saxons no 100 ». La guerre commence par le transport en train de Dresde au front de l'Ouest, puis ce sont la bataille des Frontières en Belgique et dans le nord de la France, et ensuite les batailles de la Marne, de la Somme, de l'Aisne, et l'offensive allemande du printemps de 1918. Renn est encore vivant fin 1918 lors de l'Armistice, et il retourne en Allemagne, avec les survivants démoralisés.
Dans son livre Krieg, Renn a usé d'un style simpliste, naïf, semé de nombreuses onomatopées destinées à décrire les détonations et grondements de la bataille, le chaos meurtrier intraduisible par des mots.
Mais le caporal Renn est doté d'un solide bon sens : ainsi il remarque la scission qui s'opère entre les soldats et la population allemande à l'arrière : « Quand vint la guerre des tranchées, l’arrière ne comprit pas les troupes du front ; mais les troupes, elles, avaient compris, et elles désobéirent car c’est elles qui supportaient l’impact. ».
Selon « Küntstlerkolonie-Wilmersdorf » : Krieg est un grand roman qui décrit bien les horreurs et la monotonie de la guerre, et la deshumanisation que subissent les soldats. Il se place au niveau de « A l'ouest rien de nouveau » de E.M. Remarque et de « Le cas du sergent Grischa » (Der Streit um den Sergeanten Grischa) de Arnold Zweig.
Une traduction en anglais de Krieg a été publié en 1929, à Londres, sous le titre War (« Guerre »). Krieg a été traduit en 10 langues.
En 1930 parait le livre de Renn : Nachkrieg (Après-guerre), qui peut être tenu pour la suite de Krieg. Renn y décrit la grande incertitude morale de la population allemande dans l'après-guerre, et l'anarchie, l'inflation, terreau du nazisme.
Renn est revenu 40 ans plus tard sur la période qu’il a décrite dans Nachkrieg. Publiée en 1961, Auf den Trümmern des Kaiserreiches (Sur les ruines de l’Empire) est une histoire romancée de la période sombre de l’immédiat après-guerre en Allemagne. D'une part après l’armistice un capitaine quitte la France pour Berlin, où, après l’abdication du Kaiser, le social-démocrat Friedrich Ebert est devenu chancelier. D’autre part un marin quitte Kiel après les mutineries dans la flotte de guerre pour militer dans les rangs des Spartakistes.

## Sources
- Les articles « Ludwig Renn » de Wikipedia deutsch, english, español, et magyar.
- Les articles de WP de sur les livres de Ludwig Renn : Krieg, Nachkrieg, Meine Kindheit und Jugend, Auf den Trümmern des Kaiserreiches.
- Biographie de Ludwig Renn, sur DHM (Deutsche Historische Museum).
- « Ludwig Renn », sur küntstlerkolonie-berlin.de.
- Article sur Ludwig Renn, sur bundesstiftung-aufarbeitung.de, Wer war wer in der DDR.